# إسماعيل البشري
إسماعيل بن محمد بن عبد الله البشري أستاذ التاريخ الحديث والمعاصر للمملكة العربية السعودية ومدير جامعة الجوف السعودية سابقا وشغل منصب عضو مجلس الشورى  وكان قبل ذلك مديراً لجامعة الشارقة.

## المؤهلات العلمية
- بكالوريوس في التاريخ من كلية العلوم الاجتماعية بجامعة الإمام محمد بن سعود الإسلامية عام 1979.
- درجة  الماجستير في التاريخ الحديث والمعاصر من جامعة الأزهر عام 1983.
- الدكتوراه في التاريخ الحديث والمعاصر من جامعة درهم - Durham -بريطانيا عام 1988.[بحاجة لمصدر]

## المناصب
- مدير لجامعة الجوف منذ عام 2012 وحتى عام 2019. حيث قام بتأسيس معهد البحوث والدراسات الاستشارية، ومركز النشر العلمي، ومركز الابتكار وريادة الأعمال، ومركز تنمية المهارات، ومركز أبحاث الزيتون ومركز الطاقة المستدامة وتأسيس المكتبة المركزية وتزويدها بآلاف الكتب والمراجع والاشتراك في المكتبة الإلكترونية السعودية.[3][4]
- عضو مجلس الشورى منذ عام 2009 وحتى عام 2012.
- مدير عام جامعة الشارقة منذ عام 2003 وحتى عام 2008 . تخللت ادارته عدد من الانجازات حيث اشرف على تأسيس وافتتاح كلية الطب في سبتمبر عام 2004 , وحصلت الكلية على الاعتراف الأكاديمي. بالإضافة إلى تأسيس وافتتاح كلية طب الأسنان وكلية الصيدلة في سبتمبر عام 2004 وكلية المجتمع في خورفكان ومليحة عام 2005، تأسيس عمادة الخدمات الاكاديمي المساندة عام 2006 وأشرف على الإصدار الأول للمجلات العلمية المحكمة في الجامعة، وتأسيس هيئة المانحين عام 2007. كما أشرف على تأسيس كلية الدراسات العليا والبحث العلمي في سبتمبر عام 2006.[4]
- وكيل جامعة الملك خالد من عام 1998 - 2002، وهو أول وكيل للجامعة لمدة ثلاث سنوات حيث أشرف على هيئة مشروع المدينة الجامعية، وأسس عمادة المكتبات، وعمادة التعليم المستمر، وساهم بتأسيس إدارات الجامعة المتعددة.
- عميد كلية اللغة العربية والعلوم الاجتماعية في جامعة الامام محمد بن سعود الإسلامية في عام 1999.
- أول مدير للشؤون الإدارية والمالية بفرع جامعة الإمام بن سعود الإسلامية بأبها عام 1981 - 1984.
- أمين المكتبة المركزية لفرع جامعة الامام محمد بن سعود الإسلامية بأبها بين عامي 1979 – 1981.

## عضويات اللجان
- عضو هيئة تحرير مجلة (بيادر) الصادرة عن نادي أبها الأدبي.
- عضو الهيئة الاستشارية لسلسلة (البحوث التاريخية) الصادرة عن الجمعية التاريخية السعودية.
- عضو جمعية التاريخ والآثار بدول مجلس التعاون الخليجي.
- عضو مؤسس لجريدة (الوطن) السعودية.
- أول أمين عام جائزة أبها للتعليم العالي من عام 1993 حتى عام 2003.
- عضو مؤسس للمركز التربوي للغة العربية بالشارقة.
- عضو مجلس إدارة المعجم التاريخي للغة العربية بالقاهرة.
- عضو مجلس منطقة الجوف.
- عضو لجنة أهالي منطقة عسير.
- عضو الجمعية الخيرية لتحفيظ القرآن الكريم بمنطقة عسير.
- نائب رئيس مكتب هيئة الإغاثة الإسلامية بمنطقة عسير.
- عضو مجلس إدارة مركز الملك سلمان لدراسات تاريخ الجزيرة العربية وحضارتها بجامعة الملك سعود.
- عضو لجنة أعلام المملكة العربية السعودية بدارة الملك عبد العزيز.
- عضو مجلس إدارة الهيئة الوطنية للقياس والتقويم.
- عضو هيئة جائزة الملك فيصل العالمية.

## الجوائز
- جائزة أبها للتعليم العالي عام 1983 .[بحاجة لمصدر]
- جائزة اندية الطلاب السعوديين في بريطانيا عام 1986.[بحاجة لمصدر]
- جائزة الجامعة العربية لحماية اللغة العربية عام 2005.[بحاجة لمصدر]
- درع اتحاد المؤرخين العرب للمؤرخين الرواد عام 2009.[بحاجة لمصدر]
- مفتاح الشارقة الذهبي من حكومة الشارقة تقديراً لجهوده في التطوير بجامعة الشارقة عام 2008.[5]
- جائزة خادم الحرمين الشريفين الملك سلمان بن عبد العزيز آل سعود لدراسات وبحوث تاريخ الجزيرة العربية عام 2015.[6]

## المؤلفات
ألّف البشري وحقّق عددا من الكتب والأبحاث العلمية المنشورة:
- حدائق الزهر في ذكر الأشياخ أعيان الدهر.[7]
- حملة خليل باشا على إمارة (أبو عريش).[8]
- السياسة العثمانية تجاه إمارة (أبو عريش) والسواحل اليمنية.[9]
- عقود الدرر بتراجم علماء القرن الثالث عشر[10] (مجلدان).
- ملامح من تطور الأوضاع الاجتماعية في عسير في عهد الملك عبد العزيز.
- إمارة (أبو عريش) فترة الحكم المصري وإعلان التبعية العثمانية.
- الديباج الخسرواني في ذكر أعيان المخلاف السليماني.
- موقف الملك عبد العزيز من الدروز.
- ملامح من تطور الأوضاع الاجتماعية في عسير في عهد الملك عبد العزيز.